# Jean Morin (1916-2008)
Pour les articles homonymes, voir Jean Morin et Morin.
Jean  Morin (né le 23 juin 1916 à Melun et mort le 6 septembre 2008 à Neuilly-sur-Seine, dans les Hauts-de-Seine) est un haut fonctionnaire, préfet,  magistrat à la Cour des comptes, résistant, qui fut secrétaire général de la marine marchande, et en retraite, administrateur ou président de nombreuses entreprises, souvent orientées sur les métiers de la mer, ou ceux de la publicité, comme Publicis.

## Biographie
Né le 23 juin 1916 à Melun, Jean  Morin a eu trois enfants, dont Michel (né en 1945), préfet lui aussi.
En préparation à l’École polytechnique au lycée Saint-Louis à Paris, une attaque de tuberculose l'oblige à suspendre ses études, et il est réformé. Il reprend plus tard des études à l’École libre des sciences politiques de Paris (diplômé) ; à l'Institut des statistiques (diplômé) et de droit (trois DES).
18 novembre 1941 : auditeur à la  Cour des comptes. Lors de l’un de ses premiers audits à La Rochelle, il rencontre Gaston Cusin qui l’entraîne dans le réseau de résistance OCM, Organisation civile et militaire.
Restant à son poste à la Cour des comptes, il tient différents postes dans la Résistance. Il est actif dans le noyautage de la Justice, du réseau NAP, noyautage des administrations et des services publics, organisé par l'OCM. Il fait partie du Comité national judiciaire du CNR, Conseil national de la Résistance. Il est secrétaire de Georges Bidault quand celui-ci est président du CNR et il assure la liaison avec Émile Laffon. À l'approche de la Libération, sous les ordres de Michel Debré, il est chargé de transmettre les ordres et des fonds aux commissaires régionaux de la République à leur prise de fonction.
À la Libération, le 26 août 1944, il est chargé des fonctions de directeur du personnel au ministère de l'Intérieur (Adrien Tixier) du gouvernement provisoire.
Il occupe ensuite différentes fonctions politiques et administratives :
- 25 mai 1946 : préfet de la Manche ;
- 1er août 1946 : directeur adjoint de cabinet du président du gouvernement provisoire (général de Gaulle, puis Georges Bidault) ;
- 1er février 1947 : DAC du dernier, devenu ministre des Affaires étrangères
- 7 août 1948 : conseiller technique de Jules Moch, ministre de l’Intérieur ;
- 21 juillet 1949 : préfet de Maine-et-Loire.

Il réintègre ensuite la Cour des comptes, le 7 octobre 1949 en tant que Conseiller référendaire de 2e classe, puis le  27 janvier 1956 de 1re classe.
Le 21 août 1958, il est nommé préfet de la Haute-Garonne et IGAME pour les départements de la 5e Région militaire.
Le 1er décembre 1960, il est nommé par le général de Gaulle délégué général en Algérie, en remplacement de Paul Delouvrier qui portait le titre de délégué général du gouvernement en Algérie. Lors du « putsch des généraux » d’avril 1961, Jean Morin est mis en état d'arrestation par des commandos parachutistes, mais il est, en un premier temps, détenu dans un local qui a une ligne téléphonique vers l'extérieur, ce qui lui permet de transmettre ses ordres, et de communiquer avec le gouvernement. Il est détenu quelques jours, avec d'autres personnes fidèles au général de Gaulle (Robert Buron, les généraux Gambiez, Vézinet et Pouilly) dans le Sud algérien (In-Sahla).
Sa mission en Algérie est ensanglantée par les attentats de l'O.A.S. et du F.L.N., perpétrés contre des Algériens et des Français d'Algérie. Il est obligé de demander des renforts à la préfecture de police pour faire arrêter certains membres importants de l'OAS. En mars 1962, il est remplacé par Christian Fouchet qui est nommé haut-commissaire de France en Algérie, auprès d’Abderrahmane Farès, président de l'exécutif provisoire.
8 juillet 1962 : secrétaire général de la marine marchande. Il crée l’IFM (Institut français de la mer).
En 1968 : conseiller maître à la Cour des comptes.
En disponibilité : 1968 - 1972. Président de la compagnie du Pacifique en 1969 ; vice-président de Publicis S.A. en 1972 etc.
Retraite en 1975. Il consacre sa retraite à poursuivre son action au profit de l'IFM et à la défense de Maurice Papon. À ce titre, il accepte la présidence de l'association : Résistance Vérité Souvenir, prenant la suite de Maurice Bourgès-Maunoury.
Jean  Morin meurt le samedi 6 septembre 2008 à Neuilly-sur-Seine, à l'âge de 92 ans, après une longue maladie.

## Publications
- De Gaulle et l’Algérie - Mon témoignage, 1960-1962 - Albin Michel, 1999 :  (ISBN 2-226-10672-3)

## Récompenses et distinctions

### Décorations
- Officier de la Légion d'honneur (1955).
- Médaille de la Résistance française avec rosette (décret du 31 mars 1947)[4].
- Officier de l'ordre des Palmes académiques (1958)[5].